# Blaine Hogan
Blaine Hogan (29 januari 1980) is een Amerikaans acteur uit Minnesota. Hij is bekend van de dramaserie Prison Break van Fox. Hij had hierin een rol van een jonge gedetineerde genaamd Seth Hoffner.
Hogan studeerde af aan de Butler University in de stad Indianapolis in Indiana. Hij speelde toneel in Indianapolis en Chicago. Hij bewerkte Franz Kafka's Vor dem Gesetz tot het korte toneelstuk The Door, dat gespeeld werd tijdens de donkere avonden in de steegjes in Broad Ripple, een voorstad van Indianapolis. Hogan was eerder te zien als Gregor Samsa in Steven Berkoffs bewerking van Die Verwandlung.
Andere rollen van Hogan in zijn Butler-tijd waren onder andere Rosencrantz in William Shakespeares Hamlet en Guildenstern in Tom Stoppards Rosencrantz & Guildenstern Are Dead. Ook speelde hij Hedwig en Tommy Speck in een uitverkochte wegens succes geprolongeerde voorstelling van Hedwig and the Angry Inch in het Phoenix Theatre (waarin hij opmerkte dat Jim Jones in hetzelfde gebouw preekte) en Snoopy in Snoopy!!! in het Edyvean Repertory Theatre.